# مادلين طبر
مادلين طبر (26 فبراير 1958 -)، ممثلة لبنانية.

## عن حياتها
بدأت مشوارها الفني بالعمل في الإذاعة والتلفزيون في لبنان، كما عملت صحفيةً في مجلة الشبكة، ثم دخلت في التمثيل في العديد من الأفلام السينمائية في لبنان، ومنها انتقلت للعمل مع الفنان السوري دريد لحام في فيلم كفرون، بينما أتت شهرتها الواسعة عندما شاركت في بطولة الفيلم التليفزيوني الطريق إلى إيلات. في رصيدها عدد كبير من المسلسلات والأفلام الحاصلة على العديد من الجوائز.

## أعمالها

### أهم الأعمال السينمائية
| سنه الإنتاج | الفيلم           |
| ----------- | ---------------- |
| 1982        | لعبة النساء      |
| 1982        | الشبكة           |
| 1982        | الانفجار         |
| 1983        | عودة البطل       |
| 1990        | كفرون            |
| 1993        | الطريق إلى إيلات |
| 1997        | الجسر            |
| 2010        | محترم إلا ربع    |
| 2012        | ركلام            |

### أهم الأعمال التليفزيونية
| سنه الإنتاج | اسم المسلسل               |
| ----------- | ------------------------- |
| 1984        | إسمع يا حسام              |
| 1988        | مع الأطباء العرب          |
| 1994        | الفرسان                   |
| 1994        | أيام المنيرة              |
| 1995        | حوش المصاطب               |
| 1997        | سنوات الشقاء والحب        |
| 2000        | رجل طموح                  |
| 2000        | وجه القمر                 |
| 2000        | قط وفار فايف ستار         |
| 2000        | زيزينيا - الجزء الثاني    |
| 2002        | زمن عماد الدين            |
| 2004        | محمود المصري              |
| 2004        | مشوار امرأة               |
| 2004        | أصحاب المقام الرفيع       |
| 2005        | زهور شتوية                |
| 2005        | أحلام في البوابة          |
| 2005        | أرض الرجال                |
| 2006        | لا أحد ينام في الإسكندرية |
| 2006        | سوق الخضار                |
| 2007        | حنان وحنين                |
| 2009        | مغامرات طارق              |
| 2010        | ريش نعام                  |
| 2010        | يا صديقي                  |
| 2011        | احنا الطلبة               |
| 2012        | النار والطين              |
| 2013        | طيري يا طيارة             |
| 2013        | أهل الهوى                 |
| 2013        | مسلسليكو                  |
| 2022        | ملف سري                   |

### الدبلجة
- نيلز.
- كاليميرو.
- لبنى السريعة.
- الرحالة الصغير.

## وصلات خارجية
- مادلين طبر على موقع قاعدة بيانات الأفلام العربية
- مادلين طبر على موقع قاعدة بيانات الفيلم (الإنجليزية)